# Liban aux Jeux olympiques d'hiver de 1976
Le Liban participe aux Jeux olympiques d'hiver de 1976 à Innsbruck en Autriche du 4 au 15 février 1976. Il s'agit de sa 8e participation à des Jeux olympiques d'hiver. La délégation est composée d'une seule athlète concourante dans un sport. Le Liban fait partie des pays ne remportant pas de médailles durant ces Jeux.

## Ski alpin
| Athlète       | Épreuve      | Manche 1 | Manche 2 | Total         | Total |
| Athlète       | Épreuve      | Temps    | Temps    | Temps         | Rang  |
| ------------- | ------------ | -------- | -------- | ------------- | ----- |
| Farida Rahmed | Slalom géant | NC       | NC       | 2 min 11 s 08 | 43e   |